# Vicent Pueyo i Ariño
Vicent Pueyo i Ariño   (València, 15 de juny de 1832 - València, 12 de juliol de 1883) fou un polític valencià.

## Biografia
El 1855 es llicencià en dret a la Universitat de València, i ja el 1864 fou regidor de l'Ajuntament de València per la Unió Liberal. Durant el Sexenni Democràtic es vinculà als partidaris d'Alfons de Borbó (futur Alfons XII), de manera que el 1875 esdevingué novament regidor de l'Ajuntament de València i diputat provincial el 1876-1877. El 1877 fou vicepresident de la Diputació de València. Considerat un personatge conciliador dins els corrents del nou Partit Liberal Conservador al País Valencià, el juliol de 1879 fou nomenat alcalde de València, tot i que dimití el 1881 quan tocà el torn al Partit Liberal. També fou membre de la Societat Valenciana d'Agricultura i de la societat literària Lo Rat Penat, de la que en fou president el 1882-1883.